# サッカー選手

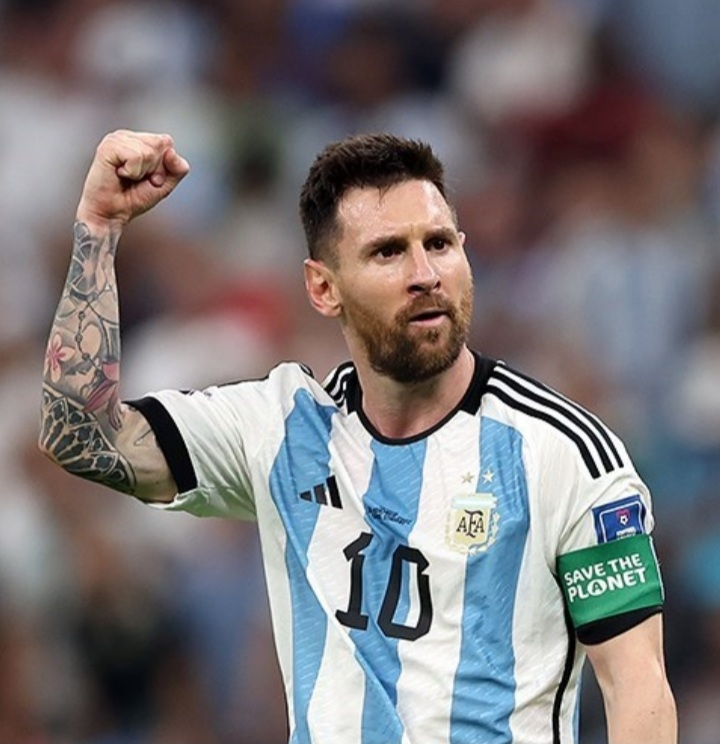
リオネル・メッシは史上最高のサッカー選手と称されている。

サッカー選手（サッカーせんしゅ）とは、サッカーにおいて競技を実際に行う者のことである。
全世界では、約2億5000万人のサッカー選手が存在すると推定されている。

## 概要
ジャン＝ピエール・パパンは、サッカーを「世界共通語」と説明している。サッカー選手は一般的に、ユースチームやアマチュアチームでキャリアをスタートし、プロサッカー選手を目指す。

## 収入
ヨーロッパのプロリーグでは、非常に高い収入を得ることができる。プレミアリーグの選手は、平均で年間約100万ドルもの収入を得ている。特に、強豪クラブの選手は、平均で年間600万ドルから800万ドル、その中でもトップレベルの選手は7000万ドルもの収入を得ることができる。
しかし、実際にこのレベルでプレーできるのは、一部の選手のみであり、サッカー選手の多くはセミプロ選手である。上記のような収入の多いリーグ以外のリーグでプレーする選手の収入は、比較的一般的な額である。また、ポジションによって年俸に差があり、攻撃的なポジションの選手に比べて守備的なポジションの選手の年俸は低い傾向にある。例えば、アメリカの一部リーグに相当するメジャーリーグサッカーの2013年の平均年俸は、148693ドルだったが、フォワードの選手の平均年俸が251,805ドルであったのに対して、ゴールキーパーの平均年俸は85,296ドルと、166,509ドルもの差があった。また、女子サッカー選手の平均収入は、男子より圧倒的に低い。例えば、アメリカの女子サッカーリーグ、ナショナル・ウィメンズ・サッカーリーグに所属する選手の年俸は、30,000ドルにも満たない。この原因について、経済ニュースプラットフォームNewspicksは、「観戦する人が少ない上に、市場が小規模であることに起因している」と述べている

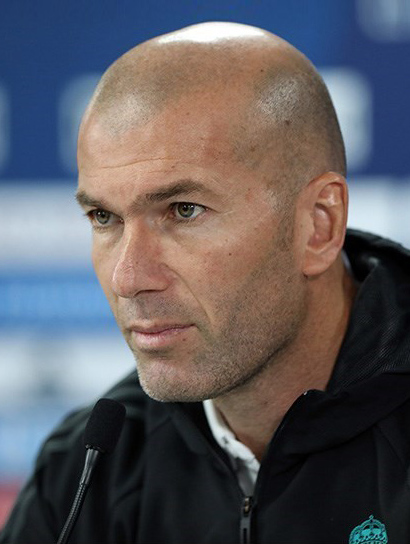
ジネディーヌ・ジダンは、引退後、古巣レアル・マドリードの指導者に就任した。

引退後、一部のサッカー選手は、指導者など、サッカー界での仕事を続けることがある。1979年の研究では、より高いレベルのチームの選手の方が、引退後にサッカークラブの幹部の内の多くを占め、また、多くの所得が得られることが分かった。それ以外のキャリアパスとしては、サッカー番組等でのコメンテータをはじめとするメディア業界での仕事、アパレルブランドや飲食業の経営や不動産投資などを引退後の道として選ぶ選手もいる。

## パフォーマンスの心理的側面
サッカー選手のパフォーマンスは、一般的にホームチームよりもアウェーチームの方が低下するとされている。これは、ホームアドバンテージによるものである。 この現象の原因は科学的には解明されていない。また、別の研究では、審判がペナルティーキックのために0.2秒未満の短いホイッスルを吹いた後では、長く吹かれた後よりも、ペナルティーキックを失敗する可能性が高いことが分かっている。

## 健康への影響

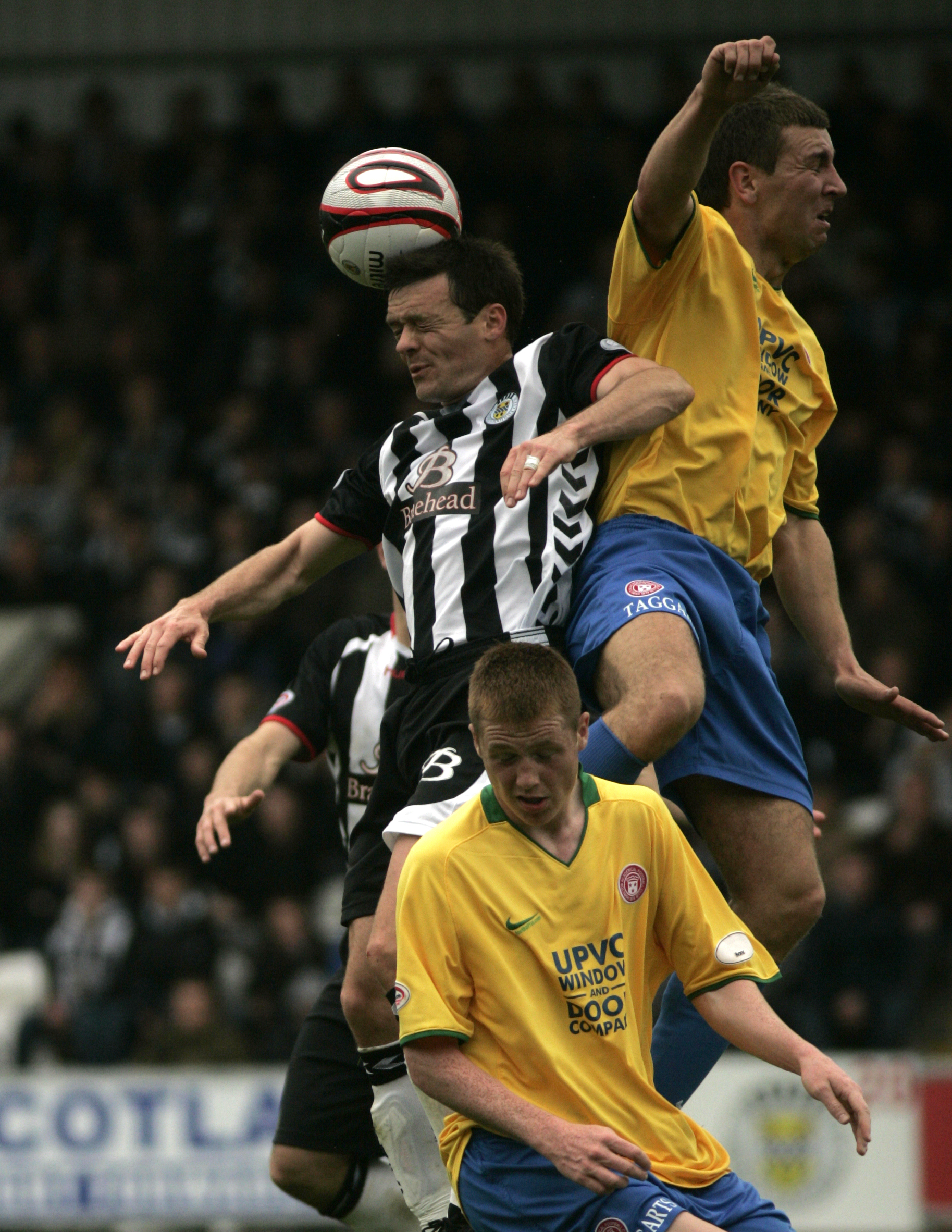
ヘディングは、慢性脳損傷の発生率を増加させる。

2002年のアイルランドの研究機関の発表では、サッカー選手は「物理的性能の全ての分野で、高いレベルの体力と筋肉を備えている人間」と表現している。
引退したサッカー選手がうつ病などを発症する確率は一般人とほぼ同じである。また、2009年の研究では、サッカーは成長期の睡眠や心理的機能に良い効果をもたらすことがわかった。しかし、プロサッカー選手の平均寿命は、一般人と比較すると短いことが分かっている。2011年のドイツの研究では、サッカードイツ代表の選手の平均寿命は、一般の男性よりも2年程度短いことが分かった。元サッカー選手は、現役時代の心身の負荷（オーバーユーズ）によって、引退後に慢性的な痛みに悩まされることがある。
2000年のサッカーの怪我に関する研究によれば、怪我の原因の81.5％は外傷、18.5％はオーバーユースである。怪我の種類は、捻挫が30％を占め、続いて骨折（16％）、肉離れ（15％）、靭帯損傷（12％）、半月板損傷（8％）となっている。部位別にみると、膝の怪我が最も多くを占め（29％）、足首（19％）、脊椎（9％）と続いている。また、2012年の研究では、全ての怪我の19％は筋肉系の怪我であることが示されている。
ヘディングは、筋萎縮性側索硬化症の発生率の増加につながることが示されている。1987年の元サッカーノルウェー代表の選手を対象とした研究では、三人に一人に外傷性脳損傷や脳挫傷などの脳損傷が発見された。また、スコットランドのスターリング大学の研究チームの発表によれば、ヘディングは脳の機能や記憶力に大きな悪影響を与え、ヘディングをした直後の選手の記憶力は41%から67%低下し、その影響は24時間が経過すると徐々に減少した。こうした経緯から、アメリカでは、アメリカ合衆国サッカー連盟によって10歳以下の子供がヘディングを禁止するという措置が取られており、スコットランドでもスコットランドサッカー協会のゴードン・スミス元会長が、「米国に倣って特定の年齢層にはヘディングを禁止にすべき」と主張するなど、世界的にヘディングの健康への影響に対する懸念は高まっている。
特に脆弱な部分である前十字靭帯は、タックルなどによって前十字靭帯損傷などが引き起こされることがあるほか、引退後の選手の股関節に変形性関節症が見られることも多い。また、太腿の怪我は筋肉系の怪我の54％を占めることが分かっている。FIFAは2012年、これらのサッカー選手の怪我の要因について記したレポートを発表した。